# Champollion : Un scribe pour l'Égypte

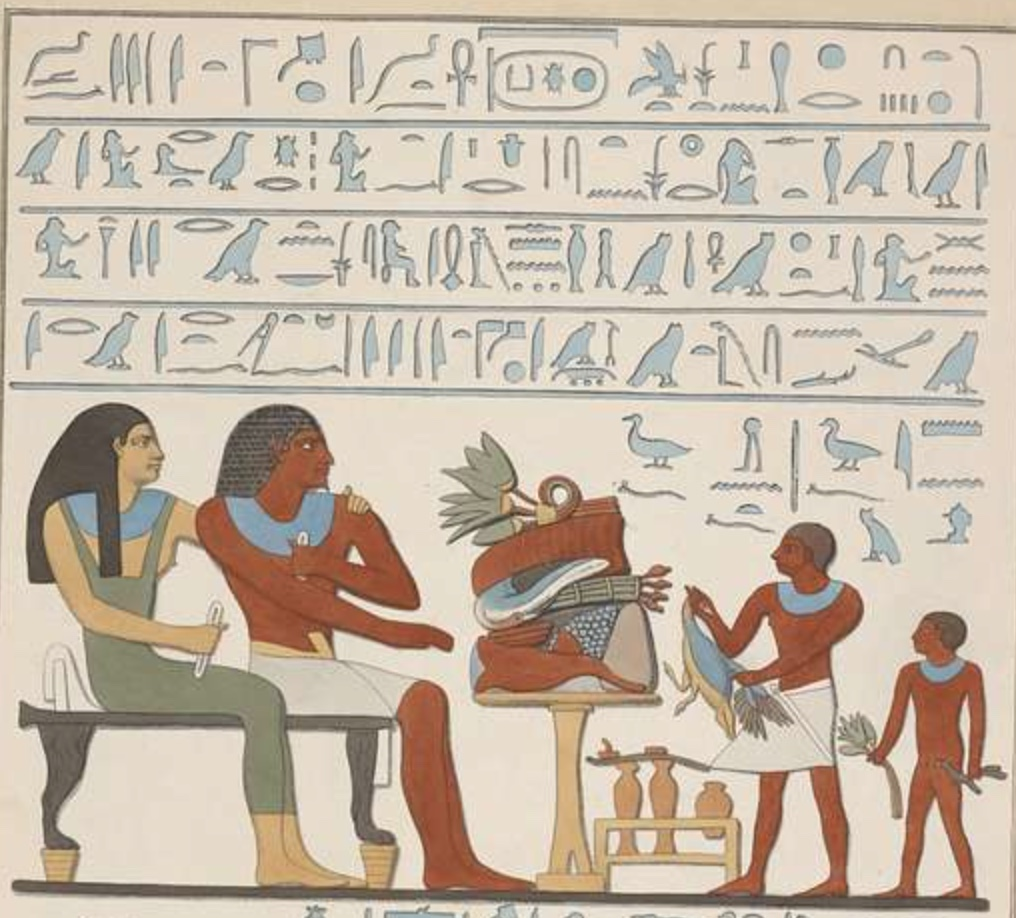
Détail d’une tablette en pierre trouvée dans une tombe à Thèbes, découverte par le comte de Belmore. Lithographie réalisée par Charles Joseph Hullmandel (1818), reproduite sur la quatrième de couverture.

Champollion : Un scribe pour l’Égypte est un récit biographique de l’égyptologue Jean-François Champollion, écrit par l’égyptologue Michel Dewachter, et paru chez Gallimard en 1990. Cet ouvrage est le 96e titre dans la collection « Découvertes Gallimard », et a été adapté en un film documentaire homonyme.

## Introduction
Cet ouvrage en format poche (125 × 178 mm) fait partie de la série Archéologie dans la collection « Découvertes Gallimard ». Selon la tradition des « Découvertes », cette collection repose sur une abondante documentation iconographique et une manière de faire dialoguer l’iconographie documentaire et le texte, enrichie par une impression sur papier couché. En d’autres termes, « de véritables monographies, éditées comme des livres d’art ».
Ici l’auteur retrace tout à la fois le destin exceptionnel du pionnier de l’égyptologie et les grandes découvertes de l’archéologie dans la vallée du Nil dans ce petit volume richement illustré, destiné à un large public, permet de suivre pas à pas le parcours de cet homme hors du commun et de comprendre toute la portée de ses découvertes.

## Contenu

### Le corpus
- Ouverture (p. 1–7, une succession d’illustrations pleine page, d’édition et manuscrit de la Grammaire égyptienne)
- Chapitre premier : « Une lumière des siècles à venir » (p. 11–25)
- Chapitre II : « Apprendre l’histoire et la faire » (p. 27–37)
- Chapitre III : « Quatre années d’étude pour quinze siècles de silence » (p. 39–55)
- Chapitre IV : « L’Égypte en Italie et au musée de Charles X » (p. 57–69)
- Chapitre V : « Une vie entière pour quinze mois en Égypte » (p. 71–95)

### Témoignages et documents
- Témoignages et documents (p. 97–137)
  - Le déchiffreur des signes muets (p. 98–101)
  - En marge de la Commission d’Égypte (p. 102–105)
  - Un curieux bédouin (p. 106–119)
  - Archéologie et patrimoine : la protection des monuments égyptiens (p. 120–123)
  - Du calame à la plume (p. 124–129)
  - Du mémorial à l’image d’Épinal (p. 130–137)
- Bibliographie (p. 138–139)
- Table des illustrations (p. 139–141)
- Index (p. 141–143)
- Crédits photographiques/Remerciements (p. 143)
- Table des matières (p. 144)

## Accueil
Sur le site Babelio, le livre obtient une note moyenne de 3,60 sur 5, sur la base de 15 notes, indiquant des avis généralement positifs.

## Adaptation documentaire
En 2000, en coproduction avec La Sept-Arte et Trans Europe Film, en collaboration avec Éditions Gallimard et Musée du Louvre, réalisé l’adaptation de Champollion : Un scribe pour l’Égypte, dirigée par Jean-Claude Lubtchansky, et diffusé sur Arte dans la case « L’Aventure humaine »,. Le film est également sorti sur DVD, édité par Centre national du cinéma et de l’image animée (CNC).

### Fiche technique
- Titre : Champollion, un scribe pour l’Égypte
- Titre allemand : Jean-François Champollion und die Hieroglyphen[8]
- Réalisation : Jean-Claude Lubtchansky
- Images : Mikaël Lubtchansky
- Montage : Jean-Claude Lubtchansky
- Scénario et adaptation : Jean-Claude et Carole Lubtchansky
- Voix : Françoise Fabian et Jean-Hugues Anglade
- Voix en allemand : Rahel Comtesse et Jürgen Jung
- Producteur : Jean-Pierre Gibrat
- Directeur de production : Gilles Moisset
- Administratrice de production : Nathalie Cayn
- Chargé de production et documentaliste : Magali Honorat
- Coordinateur Égypte : Eric Lang
- Musiques :
  - Speculation, Warm And Cosy, Amazing Stillness, Caught In A Reverie A, The Tale of Ben Hur 1, Close to the End (Gregor Narholz)
  - Trumpets of the Temple, The Ancient Question (d) (Robin James Rutherford Jeffrey)
  - Violin Concerto in E-Flat Major, RV 256 “Il ritiro”: III. Presto de Vivaldi (Susanne Lautenbacher)
  - Babylonian Dance (Keith Thompson)
- Sociétés de production : La Sept-Arte, Trans Europe Film, Éditions Gallimard et Musée du Louvre
- Pays d’origine :  France
- Langue : français, doublage en allemand
- Durée : 52 minutes
- Date de sortie : 2000 sur Arte

## Galerie
La reproduction des hiéroglyphes de la Grammaire égyptienne de Champollion dans le « pré-générique » (p. 1–7).

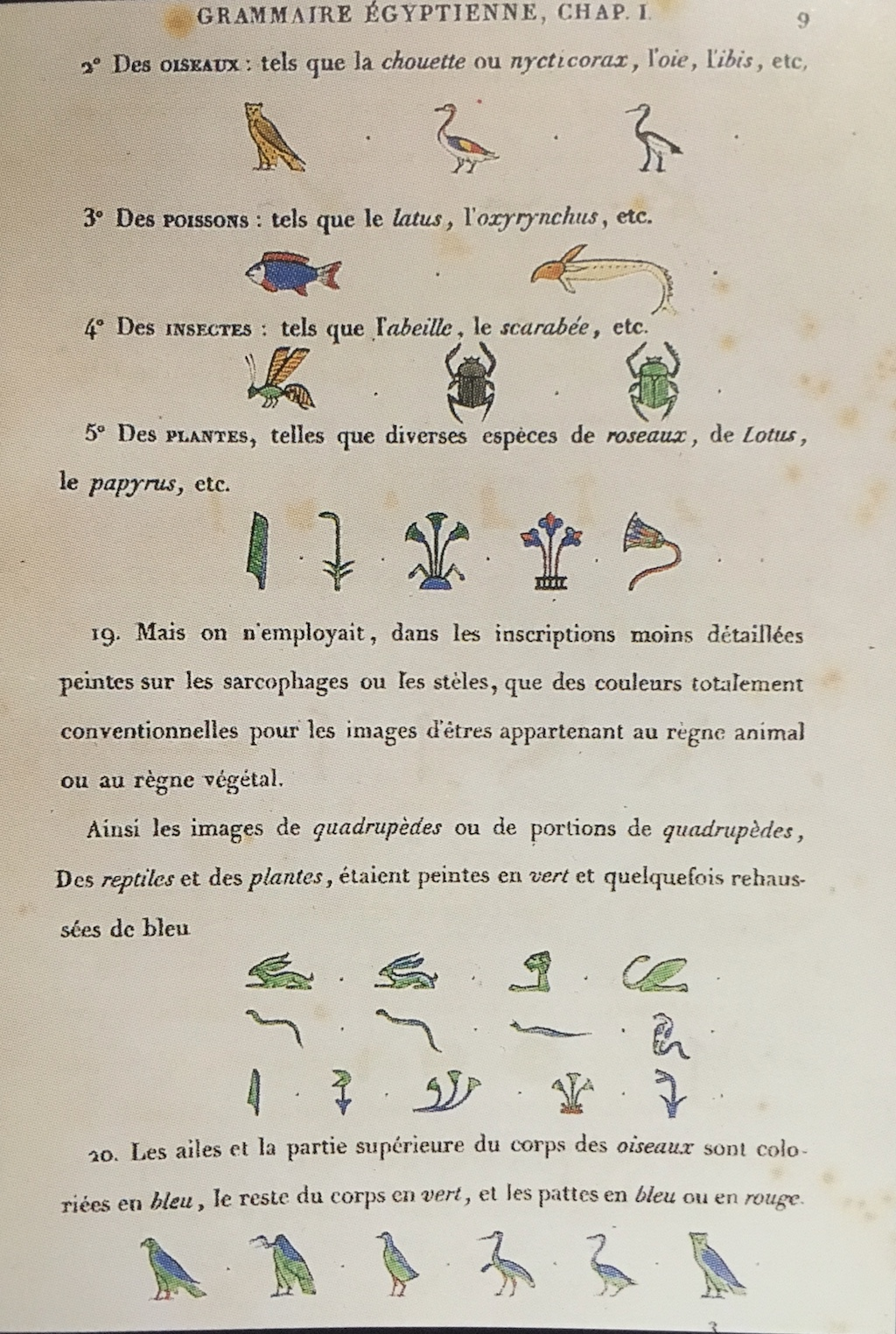
Page 1
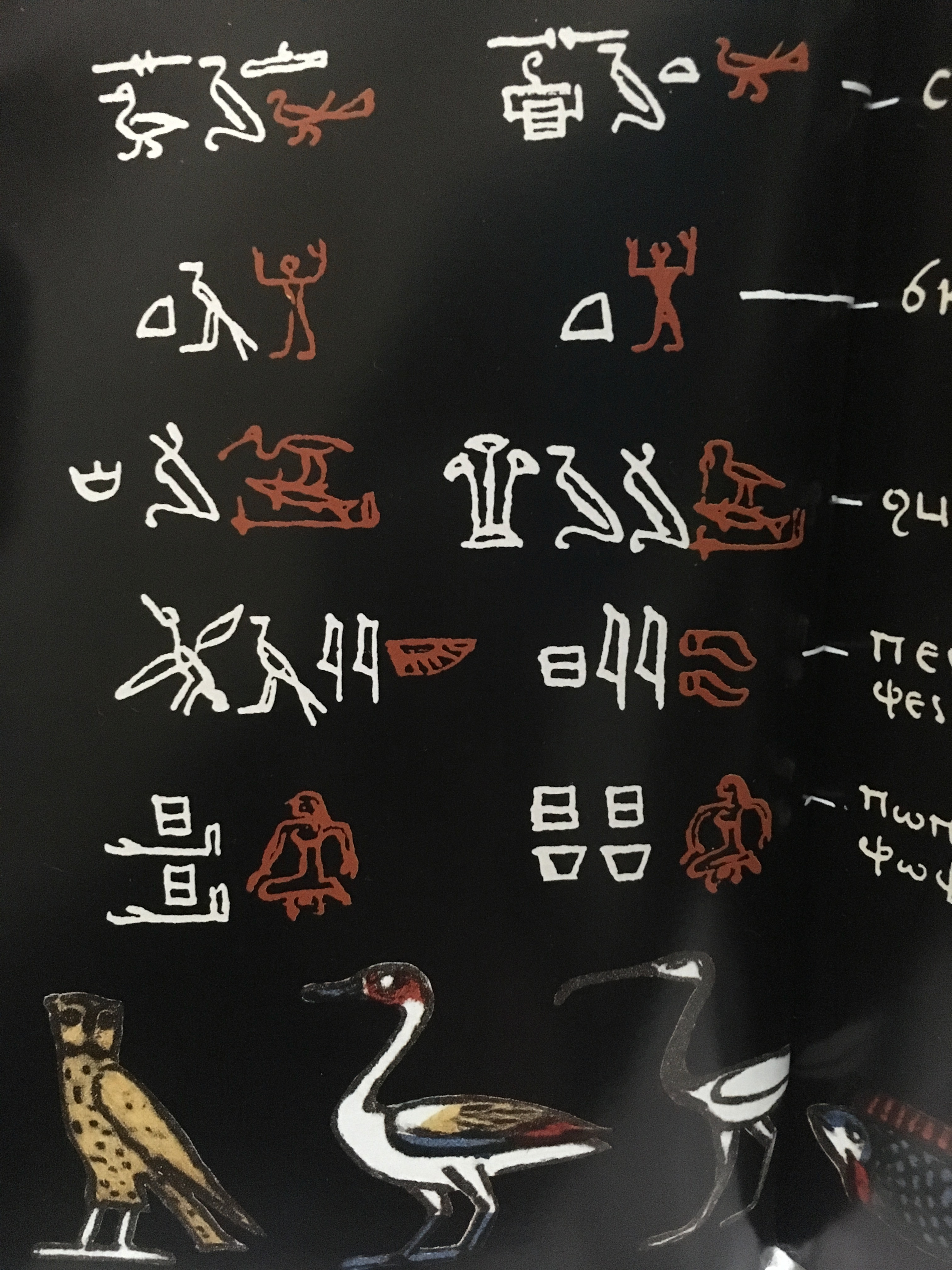
Page 2
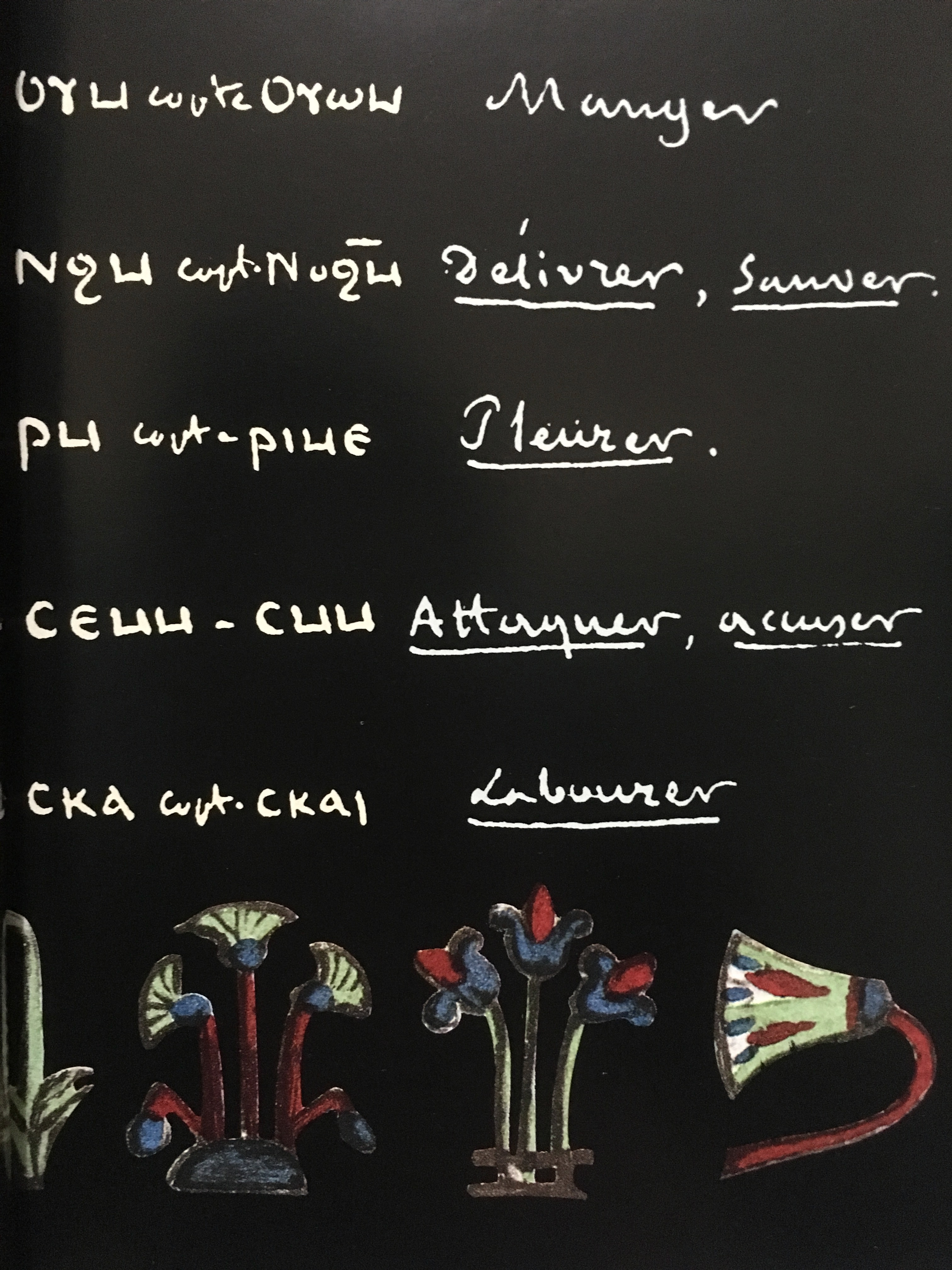
Page 7

## Éditions internationales
| Titre                                                 | Traduction littérale                                                                | Langue               | Pays   | Collection (numéro dans la collection) | Éditeur                     | Traducteur  | Année de première parution | ISBN                 |
| ----------------------------------------------------- | ----------------------------------------------------------------------------------- | -------------------- | ------ | -------------------------------------- | --------------------------- | ----------- | -------------------------- | -------------------- |
| Champollion : Un scribe pour l’Égypte                 | –                                                                                   | Français de France   | France | Découvertes Gallimard (no 96)          | Éditions Gallimard          | –           | 1990                       | (ISBN 9782070531035) |
| ヒエログリフの謎をとく 天才シャンポリオン、苦闘の生涯 | « Résoudre le mystère des hiéroglyphes : un génie Champollion, une vie de lutte »   | Japonais             | Japon  | 知の再発見 (no 97)                     | Sōgensha (ja)               | Yukari Endō | 2001                       | (ISBN 9784422211572) |
| 埃及學家商博良：破解古埃及文的天才                    | « L’égyptologue Champollion : un génie pour déchiffrer les hiéroglyphes égyptiens » | Chinois traditionnel | Taïwan | 發現之旅 (no 68)                       | China Times Publishing (zh) | Shu-jung Lü | 2003                       | (ISBN 9789571339375) |